# Населённые пункты Красногорского района Удмуртии
Муниципальное образование «Красногорский район» включает в себя 71 населённый пункт: 10 сельских поселений в составе 8 сёл и 63 деревень.
Административный центр района — село Красногорское.

## Перечень населённых пунктов
Далее приводится список населённых пунктов по муниципальным образованиям, в которые они входят. Жирным шрифтом выделены административные центры поселений.

### Муниципальное образование «Агрикольское»
административный центр — село Красногорское, в состав поселения не входит
- деревня Агриколь
- деревня Новый Кеновай
- деревня Кулёмино
- деревня Тура
- деревня Клабуки
- деревня Коровкинцы
- деревня Бараны
- деревня Большая Игра
- деревня Малая Игра
- деревня Потапово
- деревня Убытьдур
- деревня Тараканово
- деревня Старое Кычино
- деревня Малягурт
- деревня Рябово
- деревня Юшур
- деревня Сюрзяне

### Муниципальное образование «Архангельское»
- село Архангельское
- деревня Новый Караул
- деревня Рылово
- деревня Чебаково
- деревня Новый Качкашур

### Муниципальное образование «Валамаз»
- село Валамаз

### Муниципальное образование «Васильевское»
- село Васильевское
- деревня Шахрово
- деревня Савастьяновцы
- деревня Гаинцы
- деревня Каркалай
- деревня Артык
- деревня Кисели
- деревня Демидовцы
- деревня Мельниченки
- деревня Старый Кеновай
- деревня Елово
- деревня Мухино
- деревня Шаши
- деревня Чумаки
- деревня Черныши
- деревня Огородники
- деревня Полянцы
- деревня Осипинцы

### Муниципальное образование «Дёбинское»
- село Дёбы
- деревня Зотово
- деревня Удмуртский Караул
- деревня Русский Караул
- деревня Старый Качкашур
- деревня Тукташ
- деревня Ивановцы
- деревня Нохрино

### Муниципальное образование «Кокман»
- село Кокман

### Муниципальное образование «Красногорское»
- село Красногорское
- деревня Багыр
- деревня Касаткино
- деревня Котомка
- деревня Ново-Кычино

### Муниципальное образование «Курьинское»
- село Курья
- деревня Ботаниха
- деревня Бухма
- деревня Малые Чуваши
- деревня Большой Полом

### Муниципальное образование «Прохоровское»
- деревня Бараны
- деревня Ефремово
- деревня Прохорово
- деревня Захватай
- деревня Вавилово
- деревня Нефедово
- деревня Бурово

### Муниципальное образование «Селеговское»
- село Большой Селег
- деревня Большие Чуваши
- деревня Пивовары
- деревня Сычи